# 엘다

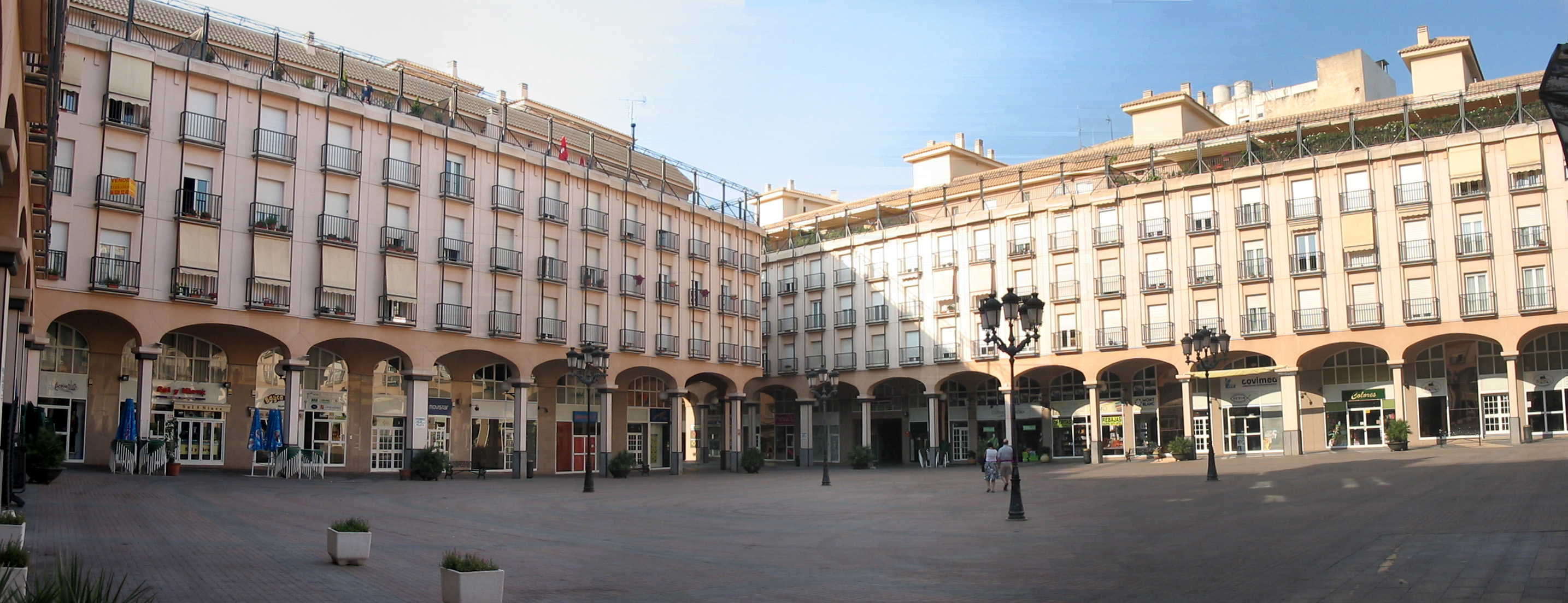

엘다(Elda)는 스페인 남동부 발렌시아 지방 알리칸테 주에 있는 도시이다. 알리칸테의 북서쪽에 위치하고 있다.